# Шюц, Биргит
Биргит Шюц (нем. Birgit Schütz; род. 8 октября 1958, Бранденбург-на-Хафеле) — немецкая гребчиха, выступавшая за сборную ГДР по академической гребле в конце 1970-х годов. Чемпионка летних Олимпийских игр в Москве, обладательница серебряной медали чемпионата мира, победительница многих регат национального и международного значения.

## Биография
Биргит Шюц родилась 8 октября 1958 года в городе Бранденбург-на-Хафеле, ГДР. Проходила подготовку в Потсдаме в спортивном клубе «Динамо» под руководством известного гребца Хайнриха Медерова, чемпиона Европы и бронзового призёра Олимпийских игр.
Впервые заявила о себе в академической гребле в 1977 году, став серебряной призёркой первенства ГДР.
Первого серьёзного успеха на взрослом международном уровне добилась в сезоне 1978 года, когда вошла в основной состав восточногерманской национальной сборной и побывала на чемпионате мира в Карапиро, откуда привезла награду серебряного достоинства, выигранную в зачёте распашных восьмёрок с рулевой — в финале их опередила сборная СССР.
Благодаря череде удачных выступлений Шюц удостоилась права защищать честь страны на летних Олимпийских играх 1980 года в Москве — в составе команды, куда также вошли гребчихи Керстен Найссер, Кристиане Кёпке, Мартина Бёслер, Габи Кюн, Илона Рихтер, Марита Зандиг, Карин Метце и рулевая Марина Вильке, заняла в женских восьмёрках первое место, завоевав тем самым золотую олимпийскую медаль. За это выдающееся достижение по итогам сезона награждена орденом «За заслуги перед Отечеством» в серебре.
После московской Олимпиады уже не показывала сколько-нибудь значимых результатов на международной арене.